# Virus herpesa simpleksa
Virus herpesa simpleksa 1  in 2  (HSV-1 in HSV-2) sta dva člana herpesvirusi (Herpesviridae), skupine virusov, ki povzročajo virusne okužbe pri večini ljudi. Oba, HSV-1 in HSV-2, sta zelo pogosta in nalezljiva.
Vrste:
- virus herpesa simpleksa tip 1 (HHV-1) in
- virus herpesa simpleksa tip 2 (HHV-2).

Obe vrsti povzročata okužbo kože, sluznic, oči, možganov in možganskih ovojnic. Herpetična okužba se se kaže kot mehurčast izpuščaj okoli ustnic, nosnic, v predelu spolovil oziroma kot keratokonjunktivitis ali meningoencefalitis.
Ko se človek enkrat okuži z virusom herpesa simpleksa, ostane okužen vse življenje. Po prvotni okužbi se pojavijo značilni izpuščaji najprej na mestu okužbe, potem pa se lahko širijo v okolico. Imunski sistem nato okužbo omeji, vendar  virus vztraja v telesih tistih živčnih celic, ki od mesta okužbe prenašajo signale za občutke (senzorična živčna vlakna). Po določenem času lahko pride do ponovnega izbruha izpuščajev, zlasti ob zmanjšanju odpornosti. Po reaktivaciji se virus v živčnih celicah začne razmnoževati ter potuje nazaj do kože ali sluznice po živčni celici.

## Prenašanje
HHV se prenaša s telesnimi tekočinami; nahaja se v tekočini mehurčkov, slini (s poljubljanjem), semenski tekočini, nožničnem izločku (s spolnimi odnosi). Pogosta je okužba že v otroštvu, zlasti iz matere na otroka. Možna je tudi okužba ob porodu med prehodom porodne poti, ki je lahko za novorojenčka tudi smrtonosna, saj novorojenček še nima razvitega imunskega sistema in lahko virus kljub zdravljenju povzroči poškodbe na možganih. Možnost okužbe med porodom je sicer zelo majhna, če je pri porodnici virus neaktiven in nima herpetičnih izpuščajev na spolovilih.
Izbruh mehurjastih izpuščajev je običajno najhujši po primarni okužbi, saj telo takrat še nima izgrajenih protiteles. Ob prvem izbruhu bolezni obstaja tudi možnost nastanka aseptičnega meningitisa, ki pa je nizka in znaša okoli 1 %.

## Vztrajanje v telesu
Okužba z virusi herpesa simpleksa je trajna, kar pomeni, da virus ostane v organizmu do smrti. Imunski sistem premaga le akutno bolezen, ki se pokaže na sluznici oziroma koži, virusi, ki so po živčnih celicah prišli v živčne ganglije (skupek teles živčnih celic), pa ostanejo v telesu. Tako HHV-1, ki najpogosteje povzroča herpes na ustnici (labialni herpes) navadno vztraja v gangliju živca, ki prenaša občutke iz obraza (trigeminalni ganglij). Do naslednjega izbruha bolezni ostane virus skrit ter ne pride do izražanja virusnih beljakovin. Do ponovne aktivacije virusa in ponovnega izbruha herpetičnega izpuščaja pride v stanju oslabljenega imunskega sistema, na primer zaradi stresa, vročine, pomanjkanja spanca ...

## Klinična slika
Pri začetni okužbi se v 7 dneh po okužbi na koži ali sluznici pojavi skupina drobnih mehurčkov. Ti kmalu počijo in se v enem ali dveh dneh spremenijo v plitke razjede (erozije) in kraste. Kraste odpadejo in če ni prišlo do dodatne okužbe z bakterijami, ne pustijo brazgotin. Spremembe na koži pogosto spremljajo bolečine in srbenje. Spremembe lahko spominjajo na impetigo, karcinom ali na spremembe pri primarnem sifilisu.
Vrste okužb glede na mesto:
- labialni herpes: herpetične spremembe se pojavijo na ustnicah
- genitalni herpes: spremembe so na spolovilih
- herpes nasalis: spremembe so na nosu
- herpes corneae: okužba očesne roženice; lahko je zelo nevarna, saj lahko privede do slepote
- gingivostomatitis herpetica: okužba ustne sluznice; pojavijo se plitke razjede (erozije), prekrite z rumenkastimi oblogami in okolnim rdečim robom ter neprijeten zadah; zbolevajo predvsem otroci[4]

Okužba s herpes simplex virusom zdravih odraslih oseb ne prizadene huje, možno je slabše počutje in rahlo povišana telesna temperatura. Okužbo ustne votline spremlja povišana telesna temperatura, bolečine (zlasti pri hranjenju) in izrazito slabo počutje.

## Zdravljenje
Zdravi se z aciklovirjem ali valaciklovirjem, lokalno (mazila) ali sistemsko. Zdraviti je potrebno čim prej.